# Chevron Rocks
Chevron Rocks är en kulle i Antarktis. Den ligger i Östantarktis. Nya Zeeland gör anspråk på området. Toppen på Chevron Rocks är 1 079 meter över havet.
Terrängen runt Chevron Rocks är kuperad åt nordväst, men åt sydost är den bergig. Trakten är obefolkad. Det finns inga samhällen i närheten. 